# اتحاد إثيوبيا وإريتريا
كان اتحاد إثيوبيا وإريتريا أو الاتحاد الإثيوبي الإريتري اتحادًا تكوَّن من الإمبراطورية الإثيوبية وإقليم إريتريا ذاتي الحكم، والذي كان مستعمرة إريتريا الإيطالية السابقة بعد أن تخلت عنه إيطاليا خلال فترة الإدارة العسكرية البريطانية أثناء الحرب العالمية الثانية وبعدها. لقد تم إنشاؤه بالموافقة على القانون الاتحادي في إثيوبيا والدستور الإريتري في 15 سبتمبر 1952. وبعد بداية حرب الاستقلال الإريترية عام 1961، وعقب ضغوط من هيلا سيلاسي الأول على الجمعية الإريترية، تم حل الاتحاد رسميًا وسحب الحكم الذاتي لإريتريا. تم ضمها قبل إثيوبيا في 15 نوفمبر 1962، لتصبح مقاطعة إريتريا المتكاملة.
كمقاطعة ذات حكم ذاتي داخل إثيوبيا، كان لإريتريا برلمانها الإقليمي المنتخب ديمقراطيًا، ودستورها الخاص، وحكومتها الإقليمية الخاصة، واللغات والتغرينية والعربية كلغات رسمية - على عكس الأمهرية في بقية إثيوبيا. كانت عاصمة المحافظة أسمرة.
قبل سحب الحكم الذاتي في عام 1962، تمت إزالة رئيس قضاة إريتريا وتم القضاء على اللغات الإريترية الرسمية لصالح اللغة الوطنية الإثيوبية الأمهرية. وخلال الاتحاد، تم تجاوز تعدي التاج الإثيوبي على الرئيس التنفيذي لإريتريا. كان هذا انتهاكًا مباشرًا لقرار الأمم المتحدة 390-A (V) الذي أنشأ الاتحاد.

## روابط خارجية
- 390 (د - إريتريا): تقرير لجنة الأمم المتحدة لإريتريا ؛ تقرير اللجنة المؤقتة للجمعية العامة عن تقرير لجنة الأمم المتحدة لإريتريا